# Taracticus paulus
Taracticus paulus là một loài ruồi trong họ Asilidae. Taracticus paulus được Pritchard miêu tả năm 1938. Loài này phân bố ở vùng Tân Bắc giới.